# 한냐노멘

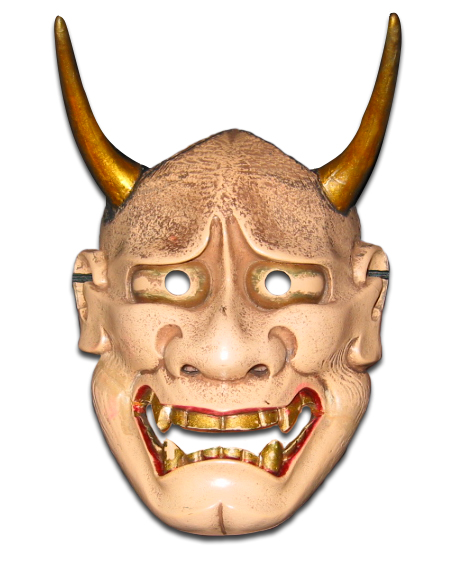
한냐노멘

한냐노멘(般若能面), 한냐멘(般若面), 또는 간단하게 한냐(般若)는 ‘질투나 원망이 가득 찬 여자의 얼굴’로써의 여자귀신의 노멘이다.
본래의, 한냐 (산스크리트어: प्रज्ञा, prajñā)는 불교용어로, 그 한(漢)역어 ‘지혜(智慧)’(일본어 ‘지혜(知恵)’와는 의미가 조금 다르다.)의 동의어다. 하지만, 한냐와 한냐노멘과의 관계는 적다.
일설에는, ‘般若坊’라는 승려가 만들었기 때문에 이 이름이 붙여졌다고 한다. 또는 《겐지모노가타리》의 아오이노 우에가 로쿠조노 미야스도코로의 질투심에 저주받아, 그 원령에 홀렸을 때, 반야경을 읽어 미즈보(御修法)를 행해, 원령을 퇴치한데에서 한냐노멘이라는 이름이 붙여졌다고 한다.
노에서는, 아오이노우에 (노)나 도조지 등에서 한냐노멘이 이용된다.
일본에서는 '한냐'를 '한냐노멘'이라는 의미로, 더욱더 ‘질투나 원망이 가득 찬 여성’이라는 의미로써 사용될 때도 있다.